# Ivan Smeulders
Ivan Smeulders is een Vlaamse accordeonist.

## Levensloop
Smeulders speelde al accordeon op vierjarige leeftijd. Aan de Kunsthumaniora Brussel behaalde hij op 17-jarige leeftijd de eerste prijs notenleer met grootste onderscheiding. In 1998 voltooide hij zijn studies aan het Koninklijk Vlaams Conservatorium Antwerpen met grootste onderscheiding. Daarna trok hij voor een half jaar naar Toronto (Canada) om zich te vervolmaken in klassiek-hedendaagse muziek waar hij les kreeg van accordeonpionier Joseph Macerollo.
In 1991 nam hij deel aan de “Trofée Mondiale” in Recanati (Italië), een internationale accordeonwedstrijd waar hij in de finale de vijfde plaats bezette bij de junioren. In 1999 werd hij laureaat van de Belgische wedstrijd "Tenuto" en de internationale wedstrijd "Coupe Movandiale" in Duitsland. In Italië won hij de 24e internationale wedstrijd van "Cita di Castelfidardo", de stad waar tot op heden het accordeon wordt gebouwd.
Tussen 1995 en 1998 nam hij samen met nog negen andere accordeonisten deel aan de dansproductie “La Tristessa Complice” van de choreograaf Alain Platel. Met deze productie toerden ze langs plaatsen zoals Parijs, Lissabon, Vilnius, Canada, Sao Paolo, Rio de Janeiro, New York en Perth (Australië).
Buiten de klassieke muziek is Smeulders ook bezig met jazz, pop-en filmmuziek. Zo heeft hij in 1998 meegewerkt aan de muziek van de Belgische jeugdfilm “De Bal”, samen met het toenmalige V.R.T.-orkest. In juli 1999 heeft Smeulders in samenwerking met Radio 3 (nu Klara) meegewerkt aan de cd “Jong bloed”. Hier brengt hij zowel klassieke als hedendaagse stukken. Daarna werd hij voor verschillende producties gevraagd: de Muntschouwburg in Brussel, het VRT-orkest, het Festival van Vlaanderen, Klara en “trappelend talent”, een organisatie die hem een concerttournee aanbood in diverse culturele centra voor het jaar 2001.
Smeulders was docent accordeon in de muziekacademie van Turnhout (in 1999) en daarna in Kunsthumaniora Brussel.
Vanaf 1998 werkt hij als freelance muzikant voor artiesten zoals Bart Herman, Dimitri van Toren, Günther Neefs, Sabien Tiels, Fillip Jordens, Oblomow, Kleine blote liedjes met Eva De Roovere en Gerry De Mol, Miel Cools, Kathleen Vandenhoudt, Tom Van Stiphout, Tiny Bertels, Lucas Van den Eynde, Jan De Smet, Barbara Dex, Nele Goossens, Steven De Bruyn, Mauro, Frank Boeijen, Senne Guns, KommilFoo, Buurman, Stef Bos, Raymond Van het Groenewoud, Guido Belcanto en vele andere. Verder is Ivan een veel gevraagde accordeonist in televisieprogramma’s zoals “De laatste show” en “De grote geschiedenisshow”.
Smeulders is een veel gevraagd arrangeur, multi-instrumentalist en muzikale leider bij zowel Bart Peeters als Kapitein Winokio. Hij speelt in het klassieke ensemble 'Kamerata Enkabara' o.l.v. Henry Raudales. In 2016 vervoegt hij zich bij het tango-ensemble 'Orquesta Típica Bélgica' o.l.v. tangogitarist & Contrabassist Kay Sleking. Sinds 2001 is Ivan docent accordeon aan de gemeentelijke academie te Brasschaat, en is hij coördinator van de afdeling 'jazz & lichte muziek'.

### Duo Smeulders & Smeulders
Smeulders was tot 2009 samen met zijn broer Mike te horen als duo “Smeulders & Smeulders” in de culturele centra waar ze een grote waaier van stijlen laten horen op het accordeon, van klassiek tot jazz, van Bulgaars tot Iers. In dit duo combineren ze het accordeon vooral met andere instrumenten zoals piano, gitaar en percussie. In september 2003 kwam hun eerste cd “circà 2” uit waaraan een theatertournée gekoppeld werd. In 2005 hadden de gebroeders twee projecten lopen: “Bachatelle”, een programma met eigen bewerkingen op muziek van Johann Sebastian Bach, en “Mélange”, een programma in samenwerking met Flor Van Leugenhaege (contrabas) en Luc Van Den Bosch (drums) waarmee ze zowel theateroptredens, alsook kleinere festivals spelen. In 2016 speelden ze hun nieuwe programma 'Trekkentocht'.

### Ark
In 2001 kwam Smeulders, via zijn vrouw Marie-Anne Coppens in contact met mantra’s. Samen met haar en bevriend koppel Elsje Helewaut en Chery Derycke richtten ze de groep “Ark” op. Ze brachten tot 2011 mantra’s en liederen uit verschillende religies. Smeulders deed zelf de productie van de cd-opnames. In mei 2006 kwam hun tweede cd "Victory of Light" uit, in 2009 de cd "Universal Love".

### Uitgeverij
In augustus 2005 richtte Smeulders zijn eigen muziekuitgeverij “Prima Volta” op. Hiermee wil hij de weinige accordeonliteratuur die er te vinden was, uitbreiden. Zijn eerste methodeboek “Trekkentocht deel I” verscheen in augustus 2005. Verder kwamen er geleidelijk verschillende kleinere boeken, vooral voordrachtstukken, op de markt, alsook de songboeken van Bart Peeters en kapitein Winokio. Samen met uitgeverij "The house of Books" maakte hij "De gevaren van zes snaren", een gitaar-leerboek met interviews van bekende Belgische en Nederlandse artiesten/gitaristen.

### Ivan & Emile
Sinds 2011 vormt hij samen met violist Emile Verstraeten een duo en zij brachten in de zomer van 2012 hun debuutalbum Couleurs uit. Het album bestaat uit eigen composities die vooral klassieke, filmische, jazz- en tango-invloeden hebben. In augustus en september 2014 componeerde hij samen met Emile muziek voor de film La tierra roja. Deze verscheen in 2015 in de bioscoop.

### Bart Peeters
2002-2006: Tournee 'Zonder circus'
- Geert Waegeman-Viool
- Ivan Smeulders-Contrabas, percussie & backings
- Mike Smeulders-Accordeon, piano & backings

2006-2008: Tournee 'Slimmer dan de zanger'
2008-2010: Tournee 'De hemel in het klad'
2010-2011: Tournee 'De ideale man'
- Ivan Smeulders-Bas, percussie, accordeon
- Mike Smeulders-Piano, accordeon
- Emile Verstraeten-Viool
- Piet Van den Heuvel-Percussie & vocals
- Abdella Marakchi-Percussie

2014-2016: Tournee 'Op de groei'
- Ivan Smeulders-Bas, percussie, accordeon
- Mike Smeulders-Piano, accordeon
- Emile Verstraeten-Viool
- Piet Van den Heuvel-Percussie & vocals
- Amel Serra Garcia-Percussie

### Kapitein Winokio
Smeulders is sinds 2004 nauw betrokken bij het project Kapitein Winokio van de artiest en jeugdvriend Winok Seresia. Hier speelt hij als hoofd-muziekmatroos Ivanov mee met de “Kapitein Winokio-show”. In 2006 waren schoolvoorstellingen gepland. Verder maakte Smeulders samen met Winok Seresia onder andere de cd "Kapitein Winokio is van de wereld", de cd "Kapitein Winokio zingt 10 broodnodige liedjes", de kinderboeken "Handjes draaien" & "Koekebakkevlaaien", de voorleesboekjes 'Kapitein Winokio lacht' en 'Kapitein Winokio proeft', 'de 4 seizoenen van Kapitein Winokio' en vele anderen.